# Stijf kroesmos
Stijf kroesmos (Ulota coarctata) is een soort uit het geslacht kroesmos (Ulota). Het is een pionier op bomen. Het komt voor op boomschors. 

## Kenmerken
Stijf kroesmos vormt kleine, losse, dof groene, gelig of bruinige plukjes van ongeveer 1 cm hoog. De smal-spiesvormige bladeren zijn ongeveer 3 mm lang en lopen uit in een nogal stomp puntje. De nervuur verdwijnt onder de top. Bladeren staan rechtop wanneer vochtig en worden lichtjes gedraaid als ze opdrogen. Kenmerkende bleekwitte-bruine, peervormige, bijna volledig gladde sporenkapsels met een kleine, sterk vernauwde mond komen vaak voor in de herfst. De buitenste peristoomtanden staan rechtop wanneer droog. De calyptra is harig.

## Ecologie
Stijf kroesmos is een pioniersoort op boomschors.

## Verspreiding
In Nederland komt is stijf kroesmos zeer zeldzaam. Het staat op de rode lijst in de categorie 'gevoelig'. Verder staat het op de Europese Rode Lijst als regionaal bedreigd. Het was sinds 1906 lange tijd niet meer gevonden. Vanaf 1984 is dit mos in Nederland weer op enkele plekken gevonden in wilgen- en populierenbossen. Het betreft in de meeste gevallen vestigingen van een enkel polletje op een enkele boom. In de Biesbosch bevond zich tijdelijk een bescheiden populatie. In de loop der jaren is de soort hier op ca. 40 wilgen gevonden. In enkele soortenrijke, jonge griendbossen (met pollen op diverse, dicht bij elkaar staande bomen) had de soort zich vermoedelijk lokaal uitgebreid na een eerste vestiging. Na 1994 is stijf kroesmos niet meer in de Biesbosch waargenomen, waarschijnlijk door het verdwijnen van geschikte, jonge (ca. 15 jaar oude) verwilderingsstadia van wilgengrienden. Van een bestendige hervestiging van stijf kroesmos in Nederland leek in 2007 nog geen sprake.

## Fotogalerij

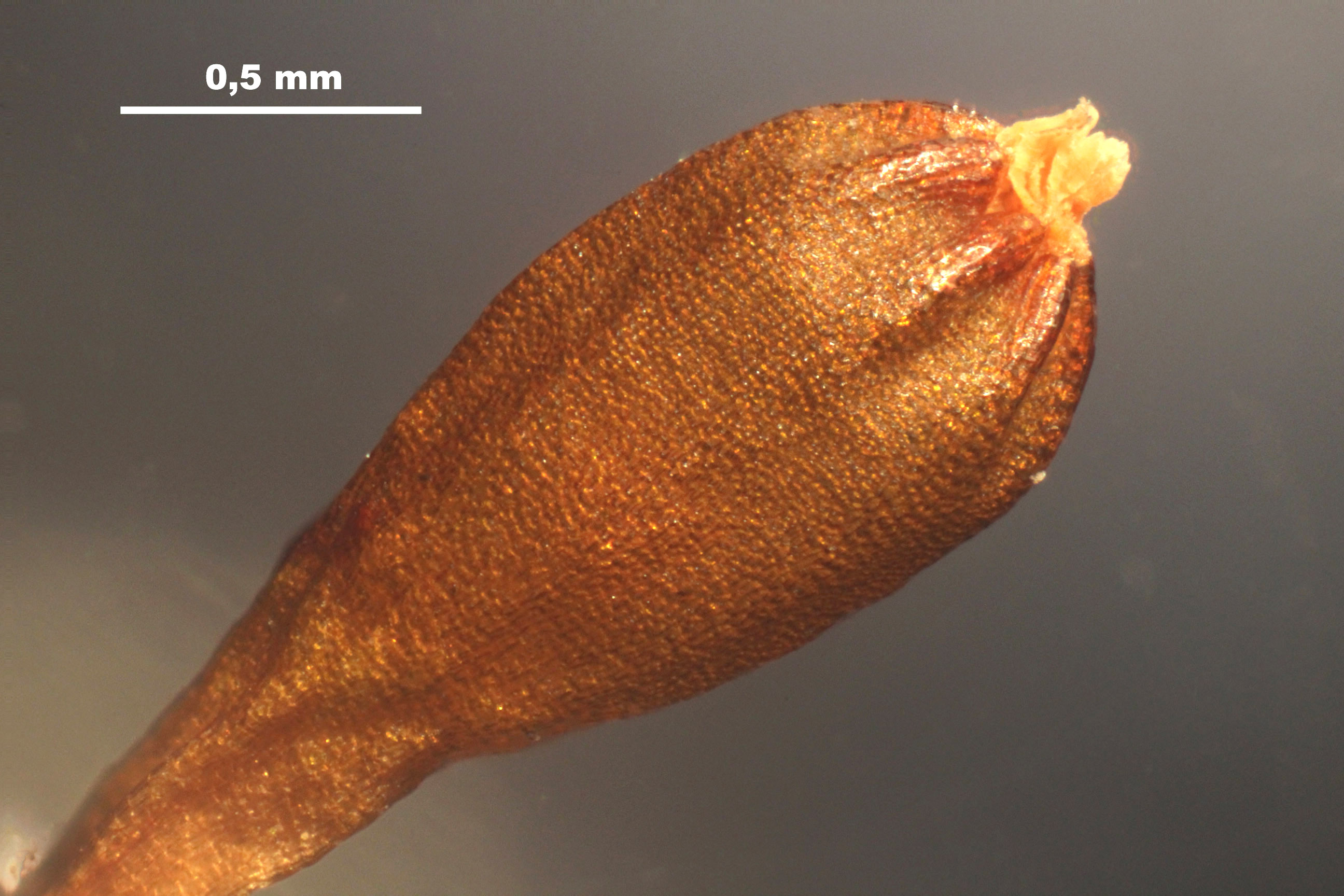
Sporenkapsel
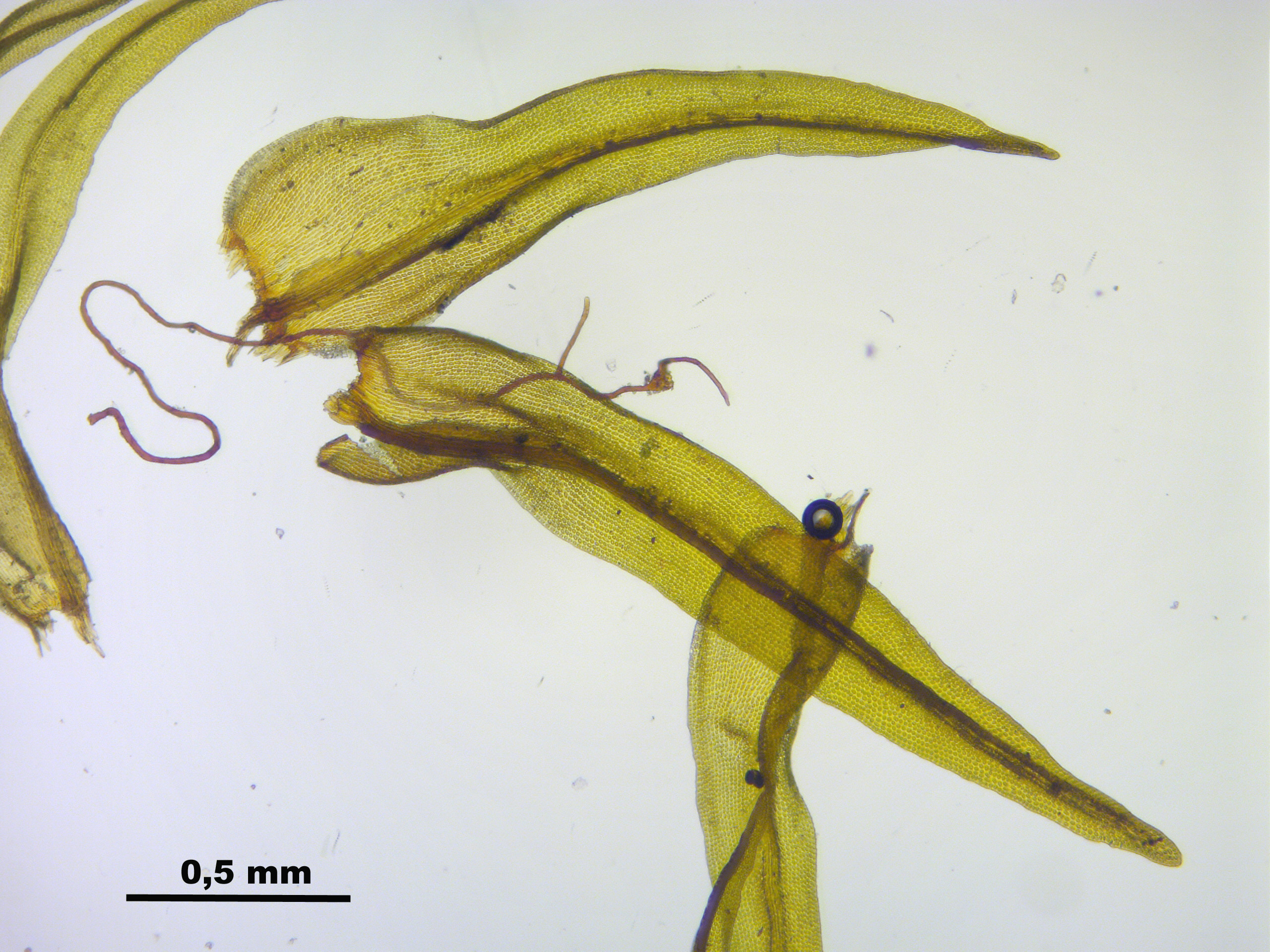
Bladeren
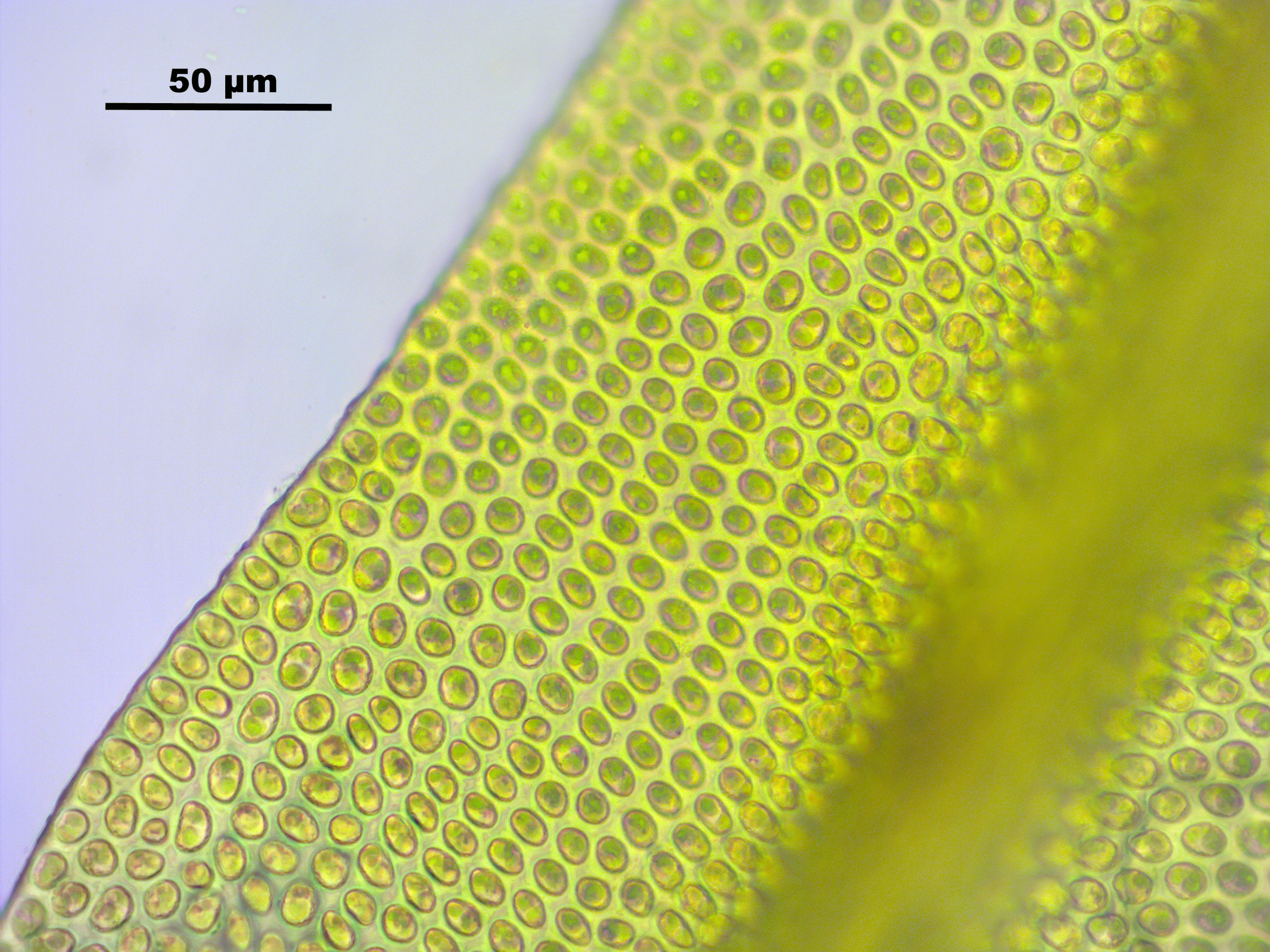
Bladcellen
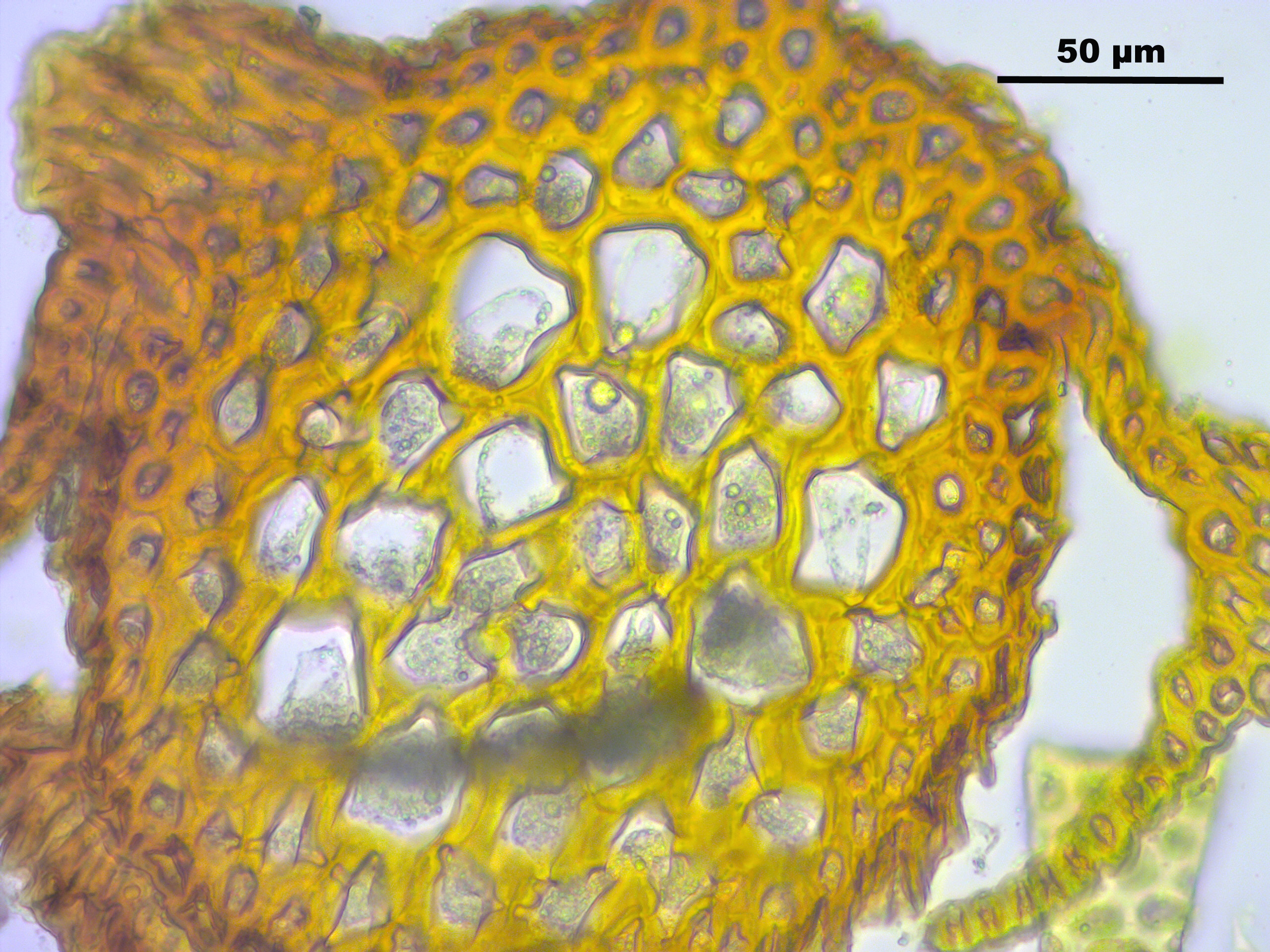
Stengeldoorsnede
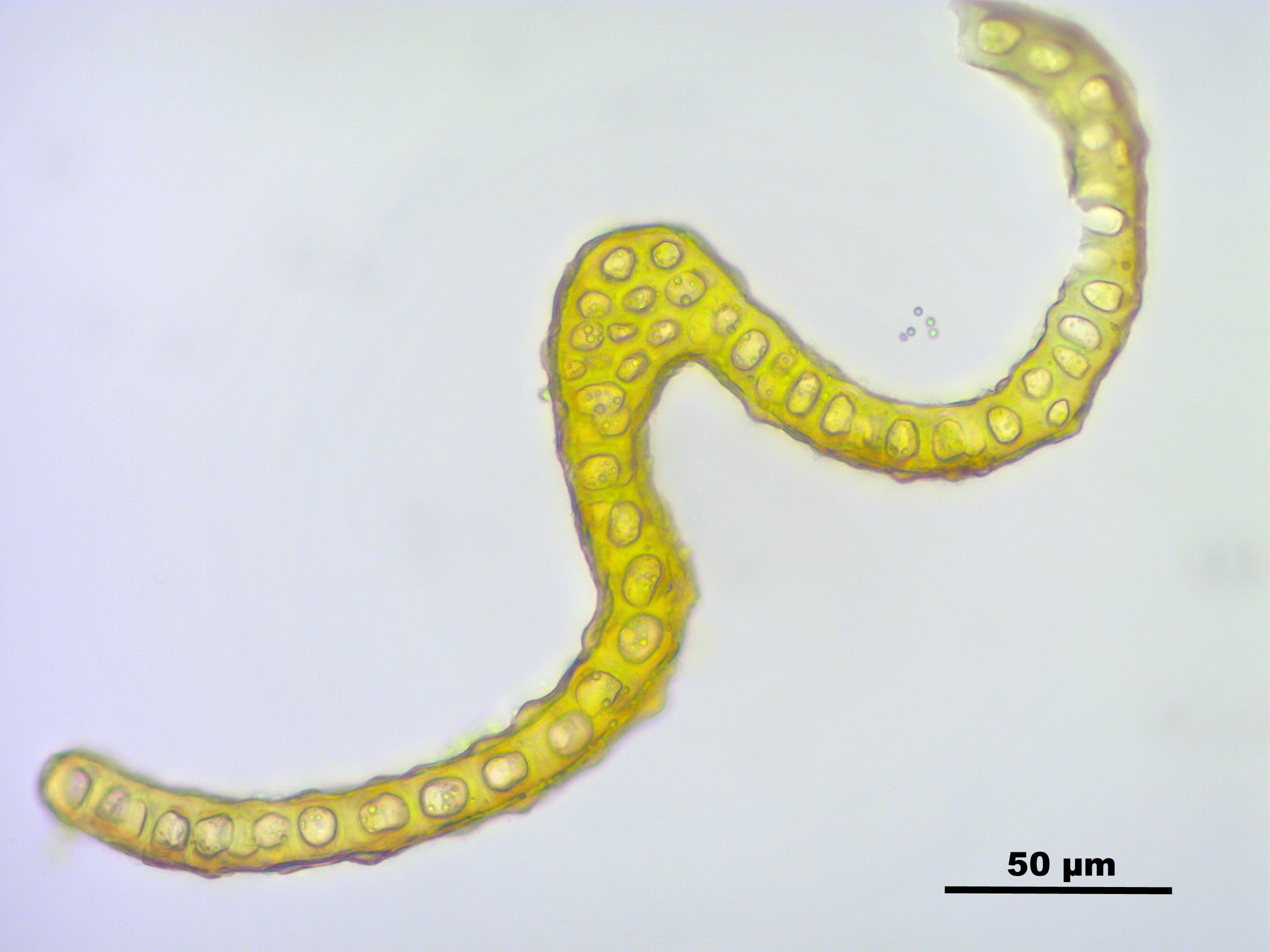
Bladdoorsnede